# Rhamphomyia filipjefi
Rhamphomyia filipjefi är en tvåvingeart som beskrevs av Frey 1950. Rhamphomyia filipjefi ingår i släktet Rhamphomyia och familjen dansflugor. Inga underarter finns listade i Catalogue of Life.